# Скойбеда, Виталий Валериевич
Вита́лий Вале́риевич Скойбеда́ (род. 7 декабря 1961, Ленинград) — политический деятель, депутат Ленинградского (Петербургского) городского совета 1990—1993 годов, видный активист радикально-демократической оппозиции в Ленинграде — Петербурге, член партии Демократический союз, активный участник событий августа — сентября 1991 года. Инициатор переименования Ленинграда в Санкт-Петербург, запрета деятельности КПСС в Ленинграде, в 1991 году поднял трёхцветный российский флаг над Мариинским дворцом.

## Биография
Скойбеда по образованию ветеринар широкого биологического профилия, окончил 5 курсов Ленинградского ветеринарного института (1983).
В начале 1980-х работал в клинике при Ленинградском ветеринарном институте. С 1986 по 1990 — слесарь механосборочных работ (механик по множительной технике) ЛенНИИгипрохима.

### Активист Демсоюза
С июня 1988 года — член партии Демократический союз (ДС): 18-19 июня 1988 года состоялась 1-я (Учредительная) конференция Северо-Западного отделения партии «Демократический союз» (участвовали Ю. А. Рыбаков, Е. Л. Подольцева, В. В. Терехов, М.Фердман, В. В. Скойбеда, И. И. Сошников).
Скойбеда состоял в Координационном совете ДС в Ленинграде.
Выступал на несанкционированных митингах ДС. С октября 1988 года на митингах ДС в Ленинграде поднимался трёхцветный бело-сине-красный российский флаг (который тогда другие участники оппозиции называли «дээсовским»).

### Депутат Ленсовета
На состоявшемся 5-7 января 1990 года III съезде ДС в Таллине большинство участников высказались за активный бойкот выборов, однако некоторые члены ДС, в том числе Скойбеда и Рыбаков, приняли участие в избирательной кампании.
Как вспоминает Скойбеда
Мне повезло, что тогда были маленькие округа, а нас было все-таки почти 400 человек. Свой округ я смог обойти ногами, лично поговорить со многими людьми, узнать, что их волнует. И так получилось, что за меня проголосовали.
В марте 1990 года Скойбеда был избран депутатом Ленсовета (округ № 63, Дзержинский район). Состоял в постоянно действующих комиссиях по вопросам общественных и общественно-политических организаций и по законности, правопорядку и работе правоохранительных органов. Участвовал в урегулировании ситуации во время «табачных бунтов» в Ленинграде осенью 1990 года, не допустил силового разгона протестующих.
Вносил следующие вопросы: «О ликвидации в Белом зале барельефа Ленина», «О возвращении в Мариинский дворец картины Репина „Заседание государственной думы“», «О создании городской символики», «Об именных защищенных ваучерах для населения Санкт-Петербурга в период приватизации», «О запрете деятельности КПСС», «О недопустимости ликвидации Балтийского морского пароходства», «О реституции», «О недопустимости экономической блокады стран Балтии». В комиссии по общественным организациям выступал за запрет антисемитской агитации у Гостиного двора.

#### Борьба за флаг
Вторая сессия началась 3 октября 1990 года с крупного скандала: редактор «Антисоветской правды» Александр Богданов вывесил российский трехцветный флаг на балконе для гостей в зале заседаний. Это взбесило председателя Ленсовета Анатолия Собчака, который потребовал унести флаг.
По требованию председателя в зале появилась милиция. Скойбеда и другие депутаты демократической направленности заявили, что под этим флагом шли на выборы и не допустят его снятия. На балконе возникло физическое противостояние. Флаг был сохранен. защищен до обеденного перерыва. Во время перерыва Богданов был изгнан из здания усилиями помощников Собчака (в частности, небезызвестного Юрия Шутова, впоследствии осужденного по обвинению в заказных убийствах).
На следующий день Богданов с группой друзей-активистов у входа в Ленсовет раздавали маленькие трехцветные флажки. В итоге половина депутатов пришла в зал с трехцветными флажками, полученными от Богданова.. Около ста депутатов, включая Скойбеду, выставили эти флажки на заседании. Председатель Собчак вынужден был с этим смириться.

#### Переименование города
В Ленсовете XXI созыва дискуссии о возвращении городу исторического имени велись едва ли не с первого заседания. Виталий Скойбеда, Алексей Ковалев, Александр Родин настаивали на том, чтобы уже 2-я сессия осенью 1990 года включила в свою повестку этот вопрос. Анатолий Собчак предлагал сначала навести порядок в городском хозяйстве, вернуть Северной Пальмире европейский лик, а уж потом думать о переименовании.
В конце апреля 1991 года Скойбеда выступил на сессии Ленсовета с предложением вынести вопрос о названии города на референдум:

Уважаемые депутаты, я прошу вас включить в повестку дня непродолжительное рассмотрение и решение вопроса о назревшем уже вопросе по многочисленным обращениям наших избирателей — проведение общегородского референдума по вопросу восстановления исторического названия города. Мы все: и демократы, и коммунисты давали во время выборов обещание прислушиваться к своим избирателям, поэтому необходимо по такому вопросу спросить их мнения. Проект заключения Ленсовета и юридической службы по такому вопросу вам роздан, обсуждение это не займет, я думаю, много времени. Вопрос перезрел, мы все давали обещание включить этот вопрос ещё в повестку 4-й сессии, но тогда это не было сделано.

В тот же день решение о проведении референдума было принято за основу, а 30 апреля за него проголосовали в целом. При этом понятие «референдум» заменили на «опрос населения».
12 июня 1991 года, когда проходил городской референдум по поводу возвращения городу исторического названия, были назначены также выборы мэра. Собчак не хотел потерять электорат — по соцопросам, 42 процента горожан были против переименования Ленинграда — поэтому поначалу выступал против.
В референдуме 12 июня приняло участие 64,69 % жителей, имеющих право голоса, 54,86 % из них высказались за переименование.
По итогам городского референдума Ленинграду 8 сентября было возвращено название Санкт-Петербург.
В июне 1991 года Скойбеда перешел в новосозданную Свободно-демократическую партию России (СвДПР, партия Марины Салье).

#### Противодействие ГКЧП
В ходе августовских событий 1991 года Скойбеда выступил в качестве одного из лидеров противодействия ГКЧП в Ленинграде.
Утром 19 августа депутаты Ленсовета Виталий Скойбеда, Игорь Артемьев и Михаил Журавлев подготовили первый документ Президиума — «Обращение к гражданам России и населению Ленинграда», — где распоряжения ГКЧП для Ленинграда объявлялись незаконными и не подлежащими исполнению. Артемьев зачитал обращение на Президиуме, и оно тут же пошло во все СМИ, на факсы и ксероксы.
Как вспоминал депутат Винников
Первое заседание Президиума 19 августа [1991] в Ленсовете началось с эпизода, который в значительной степени определил атмосферу в Ленсовете в этот и последующие дни. В отсутствие Беляева (председателя Ленсовета) член Президиума депутат Игорь Артемьев взял на себя роль ведущего и первым делом предоставил слово представителю Комитета по чрезвычайному положению вице-адмиралу Храмцову. Но едва только этот депутат раскрыл рот и начал призывать нас сохранять спокойствие и организованность с тем, чтобы «с честью пройти этот период, который нам уготовила судьба», как к нему подошел депутат Виталий Скойбеда и начал его бить, требуя арестовать представителя незаконного комитета. Пока Скойбеду оттаскивали от упавшего на роскошный паркетный пол Храмцова, в зал заседаний торопливо вошел опоздавший Александр Николаевич Беляев и, отстранив растерявшегося от такого неожиданного поворота событий Артемьева, взял руководство Президиумом в свои руки. Слегка пожурив Скойбеду, Беляев задал бледному как смерть от пережитого шока только что поднятому с пола адмиралу единственный вопрос: существует ли письменный приказ о введении в Ленинграде чрезвычайного положения? Услышав в ответ, что приказ был устно передан по телефону, Беляев холодно констатировал: комитет по чрезвычайному положению, который здесь пытается представлять адмирал Храмцов, создан незаконно.
По словам самого Скойбеды, он не наносил Храмцову побоев (в силу разницы возраста и физических кондиций), но «взял за шиворот и посадил на стул, объявив гражданский арест участника незаконного вооруженного формирования».
22 августа 1991 года на Дворцовой площади Ленинграда состоялся массовый митинг, в ходе которого над Ленсоветом был поднят бело-сине-красный российский флаг. В 17 часов дня Скойбеда по команде Собчака «Спустить флаг Российской Федеративной Социалистической Республики!» спустил флаг РСФСР, а затем по второй команде «Поднять флаг Российской Федерации!» поднял российский флаг над Мариинским дворцом.
23 августа 1991 года состоялось заседание президиума Ленсовета, на котором решалось, что делать с обкомом КПСС. Анатолий Собчак заявил, что запрещать деятельность обкома и опечатывать Смольный незаконно. Однако оппоненты Собчака, радикально настроенные депутаты — Виталий Скойбеда, Юлий Рыбаков и другие — решили действовать по собственной инициативе и отправились закрывать Смольный. Их сопровождали примерно тысяча человек из спонтанного возникшего «Живого кольца».
Был подписан акт об опечатывании Смольного. В процессе опечатывания Смольного участвовали члены ДС Игорь Сошников и Андрей Мазурмович. Оба забрались на купол Смольного и, сдёрнув красный флаг, прикрепили на флагшток российское знамя (именно то, которое ранее поднималось над Мариинским). А в это время единственный из секретарей Ленинградского обкома, оставшийся в своем кабинете, Юрий Белов жаловался журналистам и активистам на непрофессионализм Горбачёва и центрального аппарата КПСС. Корреспондент Би-Би-Си Анна Полянская сообщала в редакцию с обкомовского телефона: «А сейчас я веду репортаж прямо из кабинета второго секретаря Ленинградского обкома КПСС в Смольном…» Милицейская охрана, которая находилась в Смольном, действиям активистов не препятствовала. В ответ на жалобы редких функционеров обкома, подвергнутых личному досмотру, милиционеры отвечали: «А вы как хотели?».

#### После августа-91
В ноябре 1991 года на II съезде движения «Демократическая Россия» Скойбеда выступил против требования «разоружить незаконные вооружённые формирования» в Чечено-Ингушетии. Это требование было внесено в резолюцию съезда, но затем исключено оттуда по предложению Скойбеды, который напомнил, что «Белый дом в августе защищали тоже незаконные вооружённые формирования». Было проведено повторное голосование и поправка, внесённая Михаилом Астафьевым, была отвергнута таким же подавляющим большинством.
15 июня 1992 года депутат Скойбеда усомнился в законности развивающегося над бывшим Домом политического просвещения красного флага бывшего СССР.
В этом здании на Площади Пролетарской Диктатуры тогда располагался ЦК РКРП.
В результате «малый Совет» предписал очистить ДПП от «самозванцев», однако это решение не было в июне выполнено, хотя красный флаг был кем-то снят.
Ленсовет был распущен 21 декабря 1993 года указом Ельцина.

### Политактивизм в 1990-е
Осенью 1994 года Скойбеда баллотировался в Законодательное собрание Санкт-Петербурга в качестве независимого кандидата. Занял лишь 6-е место из 16 кандидатов.
Во второй половине 1990-х Скойбеда работал в нескольких частных охранных предприятиях. Создал политтехнологический бизнес.
В 1998 году Скойбеда был условно осужден за избиение.
26 сентября 2000 года участвовал в учредительной конференции Российской партии социальной демократии в Петербурге. В конференции приняли участие около 60 членов организации, а Скойбеда возглавил президиум новой парторганизации. Выступая за социально ориентированную рыночную экономику, участники конференции еще раз объявили о приоритете перехода от «государства вспомоществования» к «государству социальных инвестиций», в котором должен действовать в первую очередь принцип вложений в социальный капитал, основными составляющими которого являются здоровье людей и высокий профессионализм экономически активного населения.

### Дело «чёрных пиарщиков»
В 2003 году участвовал в выборах губернатора Санкт-Петербурга как политтехнолог.
В этой связи проходил в качестве обвиняемого по уголовному делу «чёрных пиарщиков».
20 ноября 2003 года был задержан по подозрению в вымогательстве в рамках этого дела; на следующий день отпущен под подписку о невыезде без предъявления обвинения.
Следствие завершилось летом 2004 года. Скойбеде и двум его подельникам было предъявлено обвинение в вымогательстве в составе организованной группы. При этом в материалах следствия не содержалось ни одного акта медицинского освидетельствования о причинении кому-либо побоев. Показания свидетелей расходились и искусственно коррелировались с обвинительным заключением.
В апреле 2004 года Виталий Скойбеда покинул РФ, получив предупреждение о подготовке его ареста. В конце сентября 2004 года в Приморском суде началось слушание дела «черных пиарщиков». Скойбеде инкриминировано несколько уголовных статей, предусматривающих до 15 лет тюремного заключения.

### В эмиграции
С 2004 года проживает в Грузии. Получил статус политического беженца, затем грузинское гражданство. Активно поддерживал Михаила Саакашвили и Каху Бендукидзе. Занимался антикварным бизнесом.
Хвалил «достижения режима Саакашвили».
С 2005 года вёл блог в Живом Журнале.
С марта по июль 2022 года воевал за Украину в составе ДУК ПС.
Активно выступает против путинского режима. Является членом Исполнительного совета «Съезда народных депутатов», тесно сотрудничает с Андреем Илларионовым, Ольгой Курносовой, Петром Царьковым.
С лета 2024 года возглавил редакцию издания «Русский монитор».

## Взгляды
По политическим взглядам — правый либертарианец, антикоммунист, противник всеобщего избирательного права.

Бывший депутат Ленсовета Александр Аникин называл Скойбеду «настоящим демократом». Однако сам Скойбеда так не считает: 
Когда меня ещё в девяностые спрашивали о политической принадлежности, пришлось коротко сформулировать: «Я не демократ, я антикоммунист». Я антикоммунист, антисоветчик, антипутинист, антирашист. Индивидуалист, правый либертарианец, республиканец, классический либерал. Я нормально отношусь к Пиночету и Франко, к тем, кто силой остановил красную чуму большевизма. И совсем не против подлечить болезни сегодняшней демократии. Новыми избирательными цензами.

Комментируя «Перестройку», Скойбеда считает: 
Перестройка на самом деле была достаточно страшным проектом. И нам всем очень повезло, что этот проект не получился… Были определенные закулисные договоренности между европейскими социал-демократами и руководством СССР о том, что Советский Союз станет немного более либеральным, более социал-демократическим, а левые правительства, к тому времени пришедшие к власти во многих странах Запада, сделают все для конвергенции, взаимного сближения и образования такого большого-большого «евросовка». …нам всем просто очень повезло, что Советский Союз не выдержал определенных перегрузок и развалился раньше, чем осуществился этот левый глобальный проект. Часть из его наследия мы видим в некоторых сегодняшних проявлениях евробюрократии, так называемого «евросовка».